# 탁지지
《탁지지》(度支志)는 조선 호조의 옛 사례를 모은 책으로 1788년(정조 12년) 박일원(朴一源)이 왕명을 받들어 편찬하였다.

## 구성
크게 내편·외편으로 나뉜다.
- 내편 관제부 : 9목(目)
  - 호조
  - 속사(屬司)
  - 직장(職掌)
  - 이예(吏隸)
  - 늠록
  - 관사(館舍)
  - 잡의(雜儀)
  - 고적
  - 사례
- 외편 : 3부
  - 판적사(版籍司) : 5목
    - 판도(版圖)
    - 전제
    - 조전(漕轉)
    - 재용(財用)
    - 공헌(貢獻)

  - 회계사 : 3목
    - 창고
    - 조적
    - 해유(解由)

  - 경비사(經費司) : 4목
    - 오례(五禮)
    - 경용(經用)
    - 요록(料錄)
    - 황정(荒政)

## 같이 보기
- 호조